# 太田考則
太田 考則（おおた たかのり、1968年（昭和43年）4月12日 - ）は、日本の政治家。愛知県北名古屋市長、元北名古屋市議会議員。2006年に師勝町と合併し廃止された西春町の最後の町長。当時の全国最年少町長でもあった。

## 来歴
1968年（昭和43年）4月12日、愛知県西春日井郡西春町（現・北名古屋市）に生まれる。愛知県立西春高等学校を経て、名城大学法学部卒業。1999年（平成11年）、西春町議会議員に初当選。2002年（平成14年） 自由民主党愛知県連青年部長に就任。2003年（平成15年）、西春町議会議員に再選。

### 2006年西春町長選挙
2005年（平成17年）12月2日、上野政夫町長が自殺しているのが発見される。これに伴い、2006年（平成18年）1月17日告示、22日投開票で町長選が実施されることとなった。告示2週間前の1月12日、太田が立候補を表明。争点もないため無投票当選の観測も流れたが、翌13日、上野の妻、津美子が出馬を表明し、二転三転の末選挙戦に突入。僅か2ヶ月後に合併を控える中現役町長が自殺するという異常事態の中、弔い合戦の様相を呈した選挙戦だったが、22日の投開票の結果、太田が初当選した。
※当日有権者数：人 最終投票率：34.59%（前回比：-13.13pts）
| 候補者名   | 年齢 | 所属党派 | 新旧別 | 得票数  | 得票率 | 推薦・支持 |
| ---------- | ---- | -------- | ------ | ------- | ------ | ---------- |
| 太田孝則   | 37   | 無所属   | 新     | 6,886票 | 76.9%  |            |
| 上野津美子 | 65   | 無所属   | 新     | 2,071票 | 23.1%  |            |

両者とも前町長が進めた改革路線の町政の継承を訴えて争点は見当たらなかったことに加え、4月には合併後の新市長選も予定されていることから、有権者の関心は最後まで高まらず、投票率は前回選挙時を大きく下回り、同町長選では過去最低となった。ちなみに、太田は当時全国最年少の町長となった。任期は西春町が師勝町と合併し、北名古屋市になるまでの57日間であった。

### 北名古屋市議に転身
3月12日、西春町文化勤労会館で閉町式が開かれ、西春町は100年の歴史に幕を下ろし、同月20日、師勝町と合併し、北名古屋市が発足。太田は初代市長が選ばれるまでの間の市長職務執行者に就任したが、北名古屋市議会議員選挙に出馬するため合併初日の一日限りで辞職。太田は市長選に出るとみられていたが、「市として一つになった以上、あえて旧町の間の戦いという色を出すことはないと身を引くことにした」と話し、市議選に出馬。23日の投開票の結果、トップ当選。2007年（平成19年）5月、会派「市政クラブ」の幹事長に就任。2009年（平成21年）5月13日、市議会議長に就任。2010年（平成22年）4月18日、再選。2014年（平成26年）4月20日、3選。

### 2015年愛知県議会議員選挙
2015年（平成27年）2月13日、愛知県議会議員選挙への立候補を表明。清須市・北名古屋市・西春日井郡選挙区は8期32年の実績を誇る自由民主党の水野富夫が当選し続けており、「水富王国」ともいわれていた。太田はかつて水野の秘書を務めており、自民党の中で太田と旧知の市議がいたことや、水野への多選批判などもあり、保守分裂の師弟対決と色づけられたが、「身内から対立候補が出る」という緊急事態への危機感から水野陣営は後援会組織や保守系を支持する有権者を固め、旧西春町議を含めて通算で議員40年の実績や信念を前面に訴え、水野が師弟対決を制し、9選を勝ち取った。世代交代を訴えた太田だったが、市議を務めた北名古屋以外での知名度の低さから票を伸ばせず、次点で落選した。
| 候補者名 | 当落 | 年齢 | 所属党派   | 新旧別 | 得票数   |
| -------- | ---- | ---- | ---------- | ------ | -------- |
| 水野富夫 | 当   | 65   | 自由民主党 | 現     | 16,775票 |
| 安藤敏毅 | 当   | 57   | 民主党     | 現     | 14,119票 |
| 太田考則 | 落   | 47   | 無所属     | 新     | 9,221票  |
| 中川敦史 | 落   | 43   | 無所属     | 新     | 4,713票  |

### 2018年北名古屋市長選挙
2018年（平成30年）4月15日、北名古屋市長選挙に立候補するも現職の長瀬保に423票差で落選。
※当日有権者数：67,846人 最終投票率：46.12%（前回比：-1.69pts）
| 候補者名 | 年齢 | 所属党派 | 新旧別 | 得票数   | 得票率 | 推薦・支持                         |
| -------- | ---- | -------- | ------ | -------- | ------ | ---------------------------------- |
| 長瀬保   | 77   | 無所属   | 現     | 15,637票 | 50.7%  | 自由民主党・立憲民主党・公明党推薦 |
| 太田孝則 | 50   | 無所属   | 新     | 15,214票 | 49.3%  |                                    |

### 2022年北名古屋市長選挙
2022年 (令和4年) 4月17日執行の、北名古屋市長選挙に再出馬。長瀬や市議会最大会派の支援を受けた前副市長の日置英治を破って初当選。
※当日有権者数：69,849人 最終投票率：43.46%（前回比：-2.66pts）
| 候補者名 | 年齢 | 所属党派 | 新旧別 | 得票数   | 得票率 | 推薦・支持 |
| -------- | ---- | -------- | ------ | -------- | ------ | ---------- |
| 太田孝則 | 54   | 無所属   | 新     | 17,229票 | 57.98% |            |
| 日置英治 | 64   | 無所属   | 新     | 12,486票 | 42.02% |            |